# Landmannaleið
Landmannaleið (F225) è una strada dell'Islanda che collega la Sprengisandur con la Fjallabaksleið nyrðri nei pressi del lago Frostastaðavatn. È utilizzata come deviazione della Sprengisandur per raggiungere il Landmannalaugar da Hella, a poca distanza dal suo termine.

## Galleria d'immagini

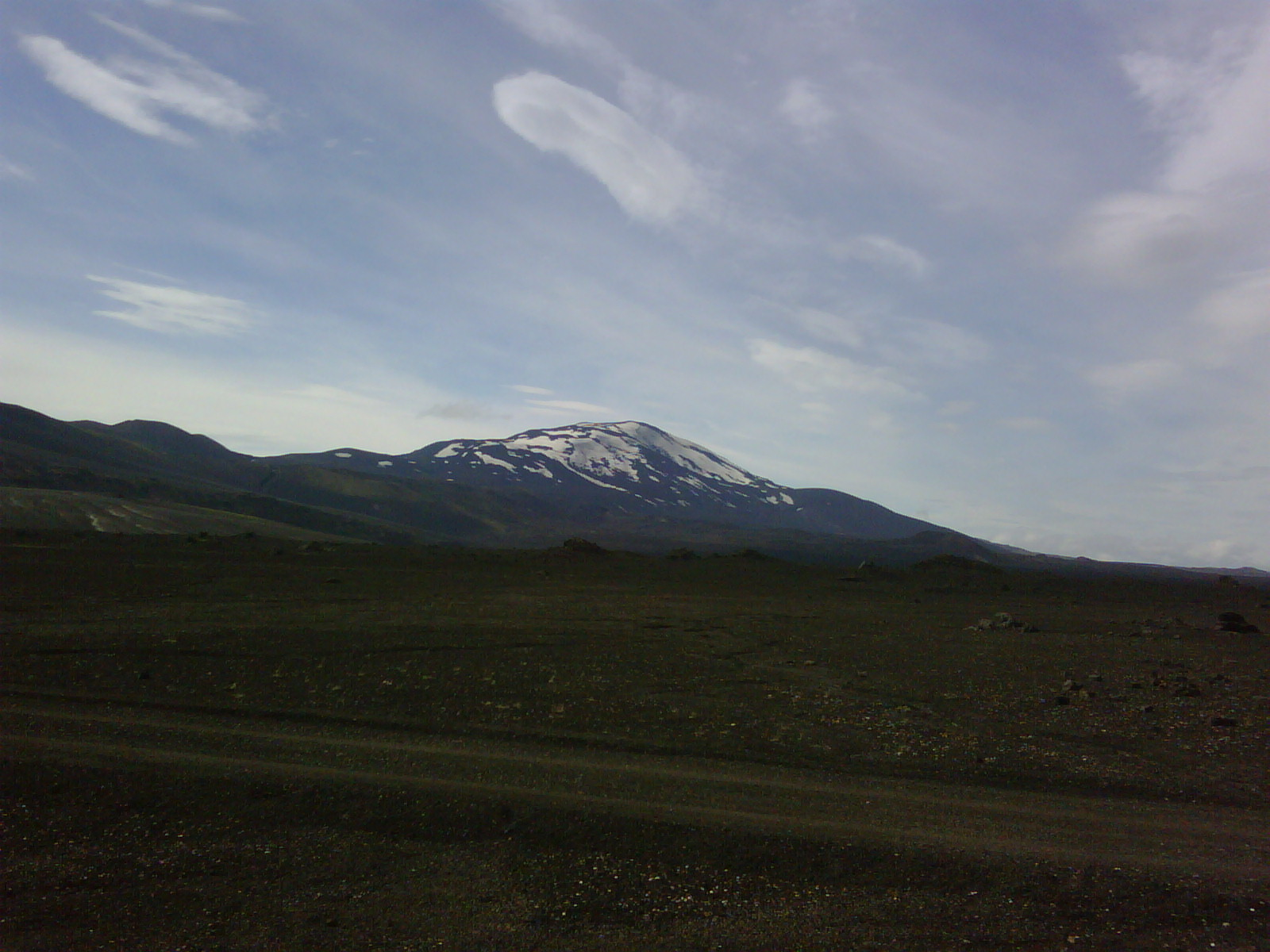
Hekla
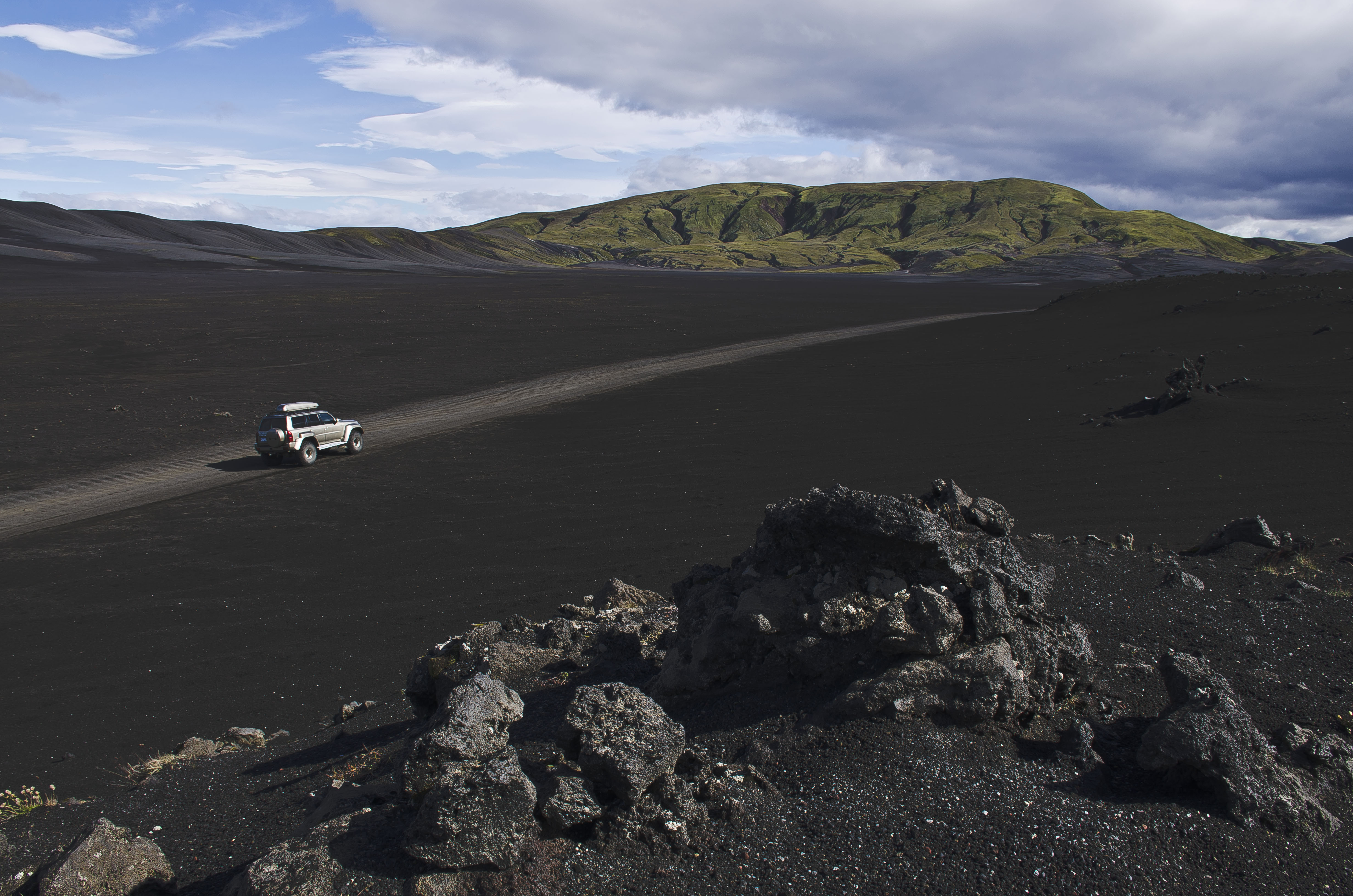
Landmannaleið